# جهاز الأمن الوطني اليمني
 جهاز الأمن الوطني هو كان  جهاز استخباراتي أمني في الجمهورية العربية اليمنية كان يرأسه محمد محمود خميس في عهد الرئيس المغتال إبراهيم الحمدي والرئيس المغتال أحمد الغشمي والرئيس السابق علي عبد الله صالح وهو خريج الدفعة الخامسة من الكلية الحربية المصرية ، تمت ازاحته من منصبه كرئيس لجهاز الأمن الوطني في 21 مارس 1979م بعد انقلاب 1978 .